# Елати (дем Сервия)
Елати, още Лужяни или Лузяни (на гръцки: Ελάτη, до 1928 година Λουζιανή, Лузяни), е село в Гърция, в дем Сервия на област Западна Македония.

## География
Елати е най-южното кожанско село, разположено на 620 m надморска височина, на 53 km южно от град Кожани и около 37 km югозападно от град Сервия, в северните склонове на планината Вунаса. Южно от Елати във Вунаса е пещерата Какена.

## История

### В Османската империя
В 1528 година Микри Лозяни има 26 домакинства със 117  жители, а Мегали Лозяни - 119 домакинства с 536 жители.
Лузяни се споменава в 1532 година в документи на Завордския манастир. Най-старият храм „Света Параскева“ е от 1726 година. Централната църква „Успение Богородично“ е издигната през 1870 година. В района на селището има още 6 храма - „Свети Николай“, „Свети Димитър“, „Свети Атанасий“, „Света Богородица“, „Свети Илия“ и „Свети Христофор“, чийто ден 9 май е религиозен празник на селото. В селото има и фолклорен музей, помещаващ се в старото училище.
В края на ХІХ век Лужяни е гръцко християнско село в Серфидженската каза на Османската империя. Александър Синве ("Les Grecs de l’Empire Ottoman. Etude Statistique et Ethnographique"), който се основава на гръцки данни, в 1878 година пише, че в Лозяни (Loziani) живеят 360 гърци.
На Етнографската карта на Битолския вилает на Картографския институт в София от 1901 година Лажани е чисто гръцко село в Серфидженската каза на Серфидженския санджак с 80 къщи.
Според статистика на Серфидженския санджак на гръцкото консулство в Еласона от 1904 година в Лузяни (Λουζιανή), Серфидженска каза, живеят 600 гърци елинофони християни.
Според гръцка атинска статистика от 1910 година в Лузяни също има 600 православни гърци.

### В Гърция
През Балканската война в 1912 година в селото влизат гръцки части и след Междусъюзническата в 1913 година Лужяни остава в Гърция. Първото гръцко преброяване показва 641 жители.
Населението традиционно произвежда жито, картофи и други земеделски продукти, като се занимава и със скотовъдство.
| Име        | Име        | Ново име | Ново име | Описание                           |
| ---------- | ---------- | -------- | -------- | ---------------------------------- |
| Като Вигла | Κάτω Βίγλα | Мити     | Μύτη     | възвишение на ССЗ от Елати (470 m) |

| Година    | 1913 | 1920 | 1928 | 1940 | 1951 | 1961 | 1971 | 1981 | 1991 | 2001 | 2011 | 2021 |
| --------- | ---- | ---- | ---- | ---- | ---- | ---- | ---- | ---- | ---- | ---- | ---- | ---- |
| Население | 641  | 523  | 555  | 645  | 617  | 886  | 836  | 720  | 806  | 568  | 415  | 338  |